# تویز آر آس

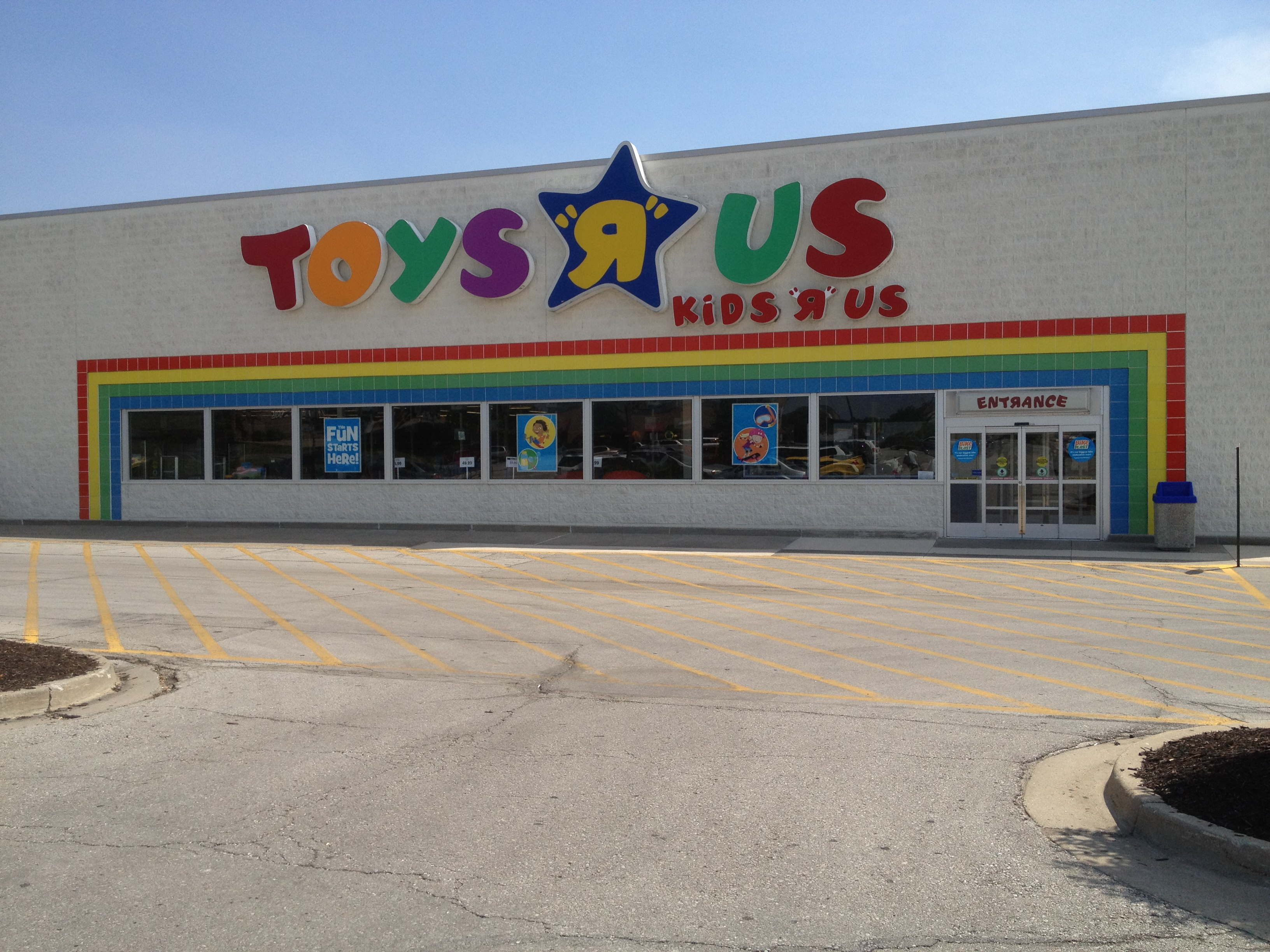
شعبه‌ای از تویز آر آس، در کانزاس سیتی

تویز آر آس (به انگلیسی: Toys "R" Us) شرکت خرده‌فروشی آمریکایی است، که در زمینه تولید و عرضه اسباب بازی، لباس و محصولات مرتبط با کودکان و نوجوانان فعالیت می‌کند.
تویز آر آس بیش از ۱۶۰۰ شعبه در آمریکا و کانادا و حدود ۶۴ هزار کارمند دارد. این شرکت تنها در استرالیا حدود ۲۵۰ شعبه دارد و در آسیا هم تحت شراکت با گروه‌های اقتصادی محلی فعالیت می‌کند. شعبهٔ ژاپن تویزر آس در سال ۱۹۹۲ و در اوج برنامه‌های گسترشی آن به دست جرج بوش پدر، رئیس‌جمهوری وقت آمریکا افتتاح شد.
دفتر مرکزی این شرکت در شهر وین، نیوجرسی مستقر می‌باشد. تویز آر آس امروزه به‌صورت یک شرکت خصوصی اداره می‌شود و مالکیت آن در اختیار کنسرسیومی مشترک از شرکت‌های سرمایه‌گذاری؛ بین کپیتال، کوهلبرگ کراویس رابرتس (کی‌کی‌آر) و وارنادو ریه‌لیتی تراست قرار دارد.
شرکت تویز آر آس در سال ۱۹۴۸ توسط چارلز لازاروس در شهر واشینگتن، دی. سی. تأسیس شد و در حال حاضر مالک شبکه‌ای از ۱٫۶۰۰ فروشگاه و مرکز فروش، در ۳۵ کشور جهان است. در طول دو دهه گذشته، با توسعه فروشگاه‌های زنجیره‌ای، همچون وال‌مارت، تارگت و آمازون.کام، این شرکت فروشگاه‌ها و شعبه‌های زیادی را از دست داد و از سال ۱۹۹۸ بیشتر محصولاتش را از طریق بخش فروش اسباب‌بازی‌های وال‌مارت عرضه می‌کند.

## تاریخچه
- ۱۹۴۸: چارلز لازاروس یک فروشگاه اثاثیه کودک در واشینگتن افتتاح کرد اما خیلی زود آن را به اسباب بازی فروشی تغییر کاربری داد
- ۱۹۶۶: تویزر آس توسط گروه اقتصادی اینتر اِستیت خریداری شد
- ۱۹۶۷: آقای لازاروس با الهام‌گیری از ایده سوپرمارکت‌های بزرگ، نخستین تویزر آس را افتتاح کرد
- ۱۹۷۴: گروه اقتصادی اینتر استیت ورشکسته شد و آقای لازاروس دوباره برای نجات تویزر آس به این شرکت بازگشت
- ۱۹۷۸: سهام تویزر آس وارد بازارهای بورس آمریکا و جهان شد
- ۱۹۸۰: تویزر آس به اوج شکوفایی خود رسید و شعبات آن به سرعت در نقاط مختلف افتتاح شدند
- ۱۹۹۲: جرج بوش، رئیس‌جمهور وقت آمریکا، نخستین شعبه تویزر آس را در ژاپن افتتاح کرد
- ۱۹۹۴: چارلز لازاروس از مدیر عاملی و ریاست تویزر آس استعفا داد
- ۲۰۰۱: شعبه فاخر و لوکس تویزر آس در نیویورک افتتاح شد
- ۲۰۰۵: یک سرمایه‌گذار خصوصی تویزر آس را به مبلغ ۶٫۶ میلیارد دلار خرید
- ۲۰۱۲: سود تویزر آس از مرز ۱۳٫۹ میلیارد دلار گذشت
- ۲۰۱۷: شرکت اسباب‌بازی فروشی زنجیره‌ای تویزر آس با بیش از ۱۶۰۰ شعبه در آمریکا و کانادا و حدود ۶۴ هزار کارمند اعلام ورشکستگی کرد.[۴]
- ۲۰۱۸: به دنبال «زیان‌دهی» تویز آر آس اکثر فروشگاه‌هایش در آمریکا و بریتانیا را تعطیل کرد و این شرکت اعلام کرد بنا دارد با اصلاح ساختار خود بر فروش اینترنتی و گسترش فروشگاه‌های مجازی خود تمرکز کند.[۶]

## اعلام ورشکستگی
در سپتامبر ۲۰۱۷ تویزر آس غول بزرگ اسباب‌بازی فروشی آمریکایی اعلام ورشکستگی کرد. با این حال، تویزر آس تأکید کرد این اقدام تنها شامل شعبات او در آمریکا و کانادا می‌شود و صدها فروشگاه آن در اروپا و آسیا همچنان با سوددهی مناسب مشغول به کارند. تویزر آس همچنین گفت بنا دارد با اصلاح ساختار خود بر فروش اینترنتی و گسترش فروشگاه‌های مجازی خود تمرکز کند. اگر چه درخواست تحت پوشش قرار گرفتن در برابر ورشکستگی به معنای توقف فوری فعالیت‌های این شرکت آمریکایی نیست اما از نگران‌کننده شدن میزان بدهی‌های آن حکایت دارد.
با این وجود این شرکت و شعب آن می‌توانند از فصل یازده قانون آمریکا مربوط به امور ورشکستگی بهره جوید. این شرکت اعلام کرد که موافقت بانکها برای دریافت وامی بیش از ۳ میلیارد دلار را بدست آورده‌است. اعطای این وامها منوط به موافقت و تأیید دادگستری ایالات متحده است.
در مارس ۲۰۱۸ تویز آر آس اعلام کرد به زودی اکثر فروشگاه‌هایش در آمریکا و بریتانیا تعطیل خواهد کرد. این تصمیم دست کم ۳۰ شغل هزار نفر در آمریکا و ۳ هزار نفر در بریتانیا را به مخاطره خواهد انداخت. تویزر آس همچنین گفته بنا دارد با اصلاح ساختار خود بر فروش اینترنتی و گسترش فروشگاه‌های مجازی خود تمرکز کند. «زیان‌دهی» تویزر آس به عنوان یکی از فروشگاه‌های زنجیره‌ای بزرگ جهان، می‌تواند شاهدی دیگر بر شکست بازار حقیقی در برابر بازار مجازی و اینترنتی تلقی شود چرا که آمارها از افزایش دو برابری فروش اینترنتی اسباب‌بازی‌ها طی ۵ سال گذشته خبر می‌دهند.